# Uvaria cuanzensis
Uvaria cuanzensis är en kirimojaväxtart som beskrevs av Jorge Américo Rodrigues Paiva. Uvaria cuanzensis ingår i släktet Uvaria och familjen kirimojaväxter. Inga underarter finns listade i Catalogue of Life.